# أوبن كارت
أوبن كارت (بالإنجليزية: OpenCart) إحدى أنظمة إدارة المتاجر على شبكات الإنترنت معتمده في ذلك على لغة البي إتش بي (PHP) عن طريق استخدام قاعدة بيانات ماي إس كيو إل (MySQL) ومكونات لغة إتش تي إم إل. يتم توفير الدعم للغات والعملات المختلفة، وهي متاحة بالمجان لمستخدي رخصة جنو العمومية العامة. في مايو 2016، وصل عدد مواقع الويب التي تستخدم نظام أوبن كارت إلى أكثر من 342,000 في حين وصل عدد أنظمة الماجنتو التي تعمل بالنظام إلى أكثر من 90,000 موقع.

## التاريخ
تم إنشاء النظام في عام 1998 من قبل المبرمج كريستفور مان لشركة والنت جريك سي دي روم ثم شركة فري بي إس دي ليتم إطلاقه في 11 مايو 1999. مع تطوير النظام في بيرل، شهد المشروع نشاطا قليلا قبل أن يتوقف بالكامل في عام 2000 بعد تصريح مان في 11 أبريل عن التزامات تمنعه من استكمال تطوير النظام.
انتهى دومين النظام في فبراير 2005 قبل أن يعيد دانييل كير، مبرمج إنجليزي من المملكة المتحدة، إحيائه من جديد واستخدامه كأساس لبرنامج التجارة الإلكترونية الخاص به كتبه بلغة البي إتش بي، كان الإصدار الثابت الأول 1.1.1، تم اصداره على جوجل كود في 10 فبراير 2009.

## الانتشار
في سبتمبر 2014، ادعى كير أن أوبن كارت هو المورد الأول لبرنامج التجارة الإلكترونية في الصين، بينما في أغسطس 2015، تم الإعلان أن البرنامج مسؤول عن 6.42% من حجم التجارة الإلكترونية العالمية المسجلة بواسطة موقع buildwith.com، بعد ووكمرس وماجنتو سابقا بذلك أو إس كوميرس، زين كارت، شوبفي. في فبراير 2017، صرح كير أن أوبن كارت لديه أكثر من 317,000 موقع سابقا بذلك شوبفي وماجنتو.
تم إطلاق إصدار 2.0 من البرنامج في أكتوبر 2014، متضمنا تحديثًا مستفيضًا للواجهة. في حين تم اطلاق إصدار 2.2.0.0 من البرنامج في مارس 2016، بعد أشهر من اختبار مستخدمي النسخة. يستخدم النظام خدمات إدارة الاحتيال مثل برنامج فرود لاب، كلير سيل، جلوبال بايلمنت لمراجعة طلبات العملاء.
مع وجود مجموعة كبيرة الميزات المتضنة في ساحة العرض وإضافة 14,000 ملحق إضافي للتنزيل يعتبر أوبن كارت إختيار مثالي للعديد من محلات التجارة الإلكترونية لأي حجم، أي صناعة بأي ميزانية.
من مارس 2013، أصبح اللغات التالية متوفره على المتجر:
| - العربية - البلغارية - الصينية - ألماني - دانماركي - الإنجليزية - اللغة الفنلندية - اللغة الفرنسية - الجورجية - اللغة اليونانية - الأندونيسية | - الإيطالي - اليابانية - التشيكية - الكرواتية - اللتوانية - الماليزية - هولندي - النرويجية - اللغة الفارسية - البولندية - البرتغالية | - الرومانية - الروسية - اللغة السويدية - السلوفاكية - سلوفيني - الأسبانية - التايلاندية - تشيكي - اللغة التركية - الأوكرانية - الهنغارية | - الفيتنامية |

## وصلات خارجية
- صفحة المشروع على جيثب.
- أوبن كارت بولندا.
- أوبن كارت الهند.
- امتداد أوبن كارت.
- أدوات أوبن كارت.